# Azov (Crimea)
Azov - Азов (ucraïnès) - és un poble de la República Autònoma de Crimea a Ucraïna, que el 2014 tenia 94 habitants. Pertany al districte de Krasnogvardiiske.